# 古渡信号場
古渡信号場（ふるわたりしんごうじょう）は、かつて愛知県名古屋市中区にあった日本国有鉄道（国鉄）中央本線の信号場である。
中央本線 鶴舞駅 - 名古屋駅間に1962年（昭和37年）まで存在し、1930年（昭和5年）まで名古屋駅方面を経由せずに東海道本線の熱田駅方面と中央本線の千種駅方面を結ぶ東海道本線の貨物支線の合流地点となっていた。現在の金山駅の前身である。

## 概要

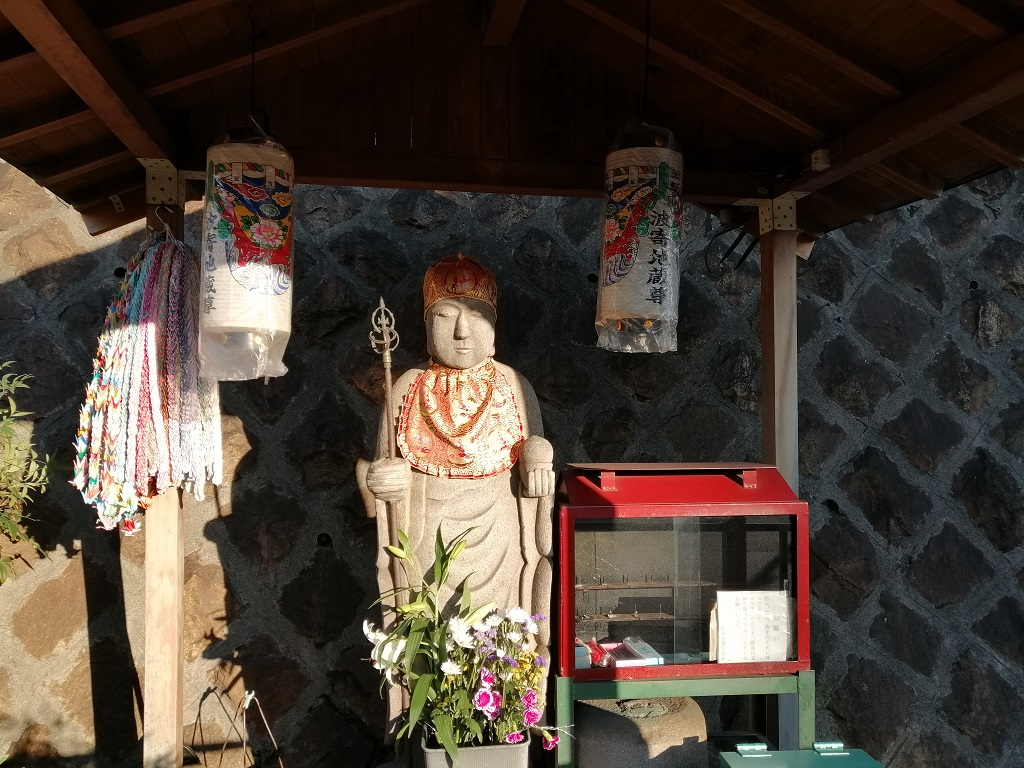
波寄地蔵（2019年12月）

古渡信号場は現在の金山駅から約500メートル鶴舞駅方面へ向かった所にあり、当時単線だった中央本線の上下列車の交換場所として、付近が高架化されるまで設置されていた。なお、金山駅はこの信号場の格上げ扱いで新設された。
また、付近の線路脇には鉄道事故で死亡した娘を慰めるために母親が建てた「波寄地蔵」がある。

## 歴史

### 年表
- 1907年（明治40年）2月：千種駅 - 名古屋駅間に古渡信号所（初代）開設[1]。
- 1908年（明治41年）10月27日：廃止[1]。
- 1912年（明治45年）7月15日：同区間に古渡聯絡所を開設[1]。
- 1918年（大正7年）9月10日：東海道本線貨物支線が開業。
- 1922年（大正11年）4月1日：古渡信号場に改称[1]。
- 1930年（昭和5年）4月1日：東海道本線貨物支線廃止。
- 1962年（昭和37年）1月25日：古渡信号場を移設、駅に格上げし金山駅が開業[1]。

### 信号場名の由来
信号場のあった場所は現在、一部は市道になり、辿る事は可能であり、鶴舞寄りの橋脚には古渡橋梁の名が残る。古渡の名は現在の中区、中川区に至る地名であり、山王信号場付近にある堀川の古渡橋が由来ではない。最寄りになるバス停は向田町、流町であり、現在の金山五丁目にあった。

## 隣の駅
日本国有鉄道
中央本線
鶴舞駅 - 古渡信号場 - 名古屋駅